# Ministero dello sviluppo economico (Russia)
Il Ministero dello sviluppo economico della Federazione Russa (in russo Министерство экономического развития Российской Федерации?, Ministerstvo ekonomičeskogo razvitija Russijskoj Federacii) è un dicastero del governo russo responsabile per le politiche di sviluppo socioeconomico della Russia.
L'attuale ministro è Maksim Gennad'evič Rešetnikov, in carica dal 21 gennaio 2020.

## Ministri
| N° | Ministro                      | In carica                          | Partito      |
| -- | ----------------------------- | ---------------------------------- | ------------ |
| 1° | Ėl'vira Nabiullina            | (12 maggio 2008-21 maggio 2012)    | Ind.         |
| 2° | Andrej Rėmovič Belousov       | (21 maggio 2012-24 giugno 2013)    | Ind.         |
| 3° | Aleksej Uljukaev              | (24 giugno 2013-15 novembre 2016)  | Russia Unita |
| 4° | Maksim Oreškin                | (30 novembre 2016-15 gennaio 2020) | Russia Unita |
| 5° | Maksim Gennad'evič Rešetnikov | (15 gennaio 2020-In carica)        | Russia Unita |